# Skrzydło delta

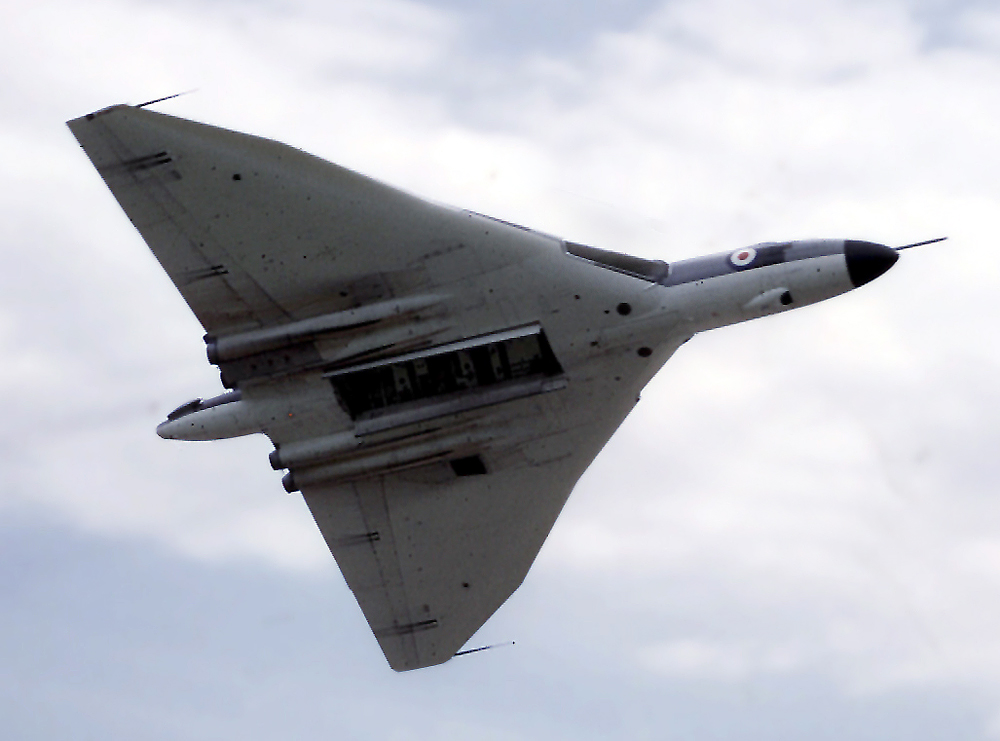
Brytyjski bombowiec "Avro Vulcan"

Skrzydło delta – odmiana skrzydła o obrysie trójkąta, nazwa pochodzi od greckiej litery delta kształtem przypominającą trójkąt - Δ. Pierwszym inżynierem, który zaproponował użycie tego typu skrzydła, był XVII-wieczny polski wynalazca Kazimierz Siemienowicz.
Skrzydła tego typu charakteryzują się dobrymi właściwościami przy prędkościach ponaddźwiękowych, nie tracą siły nośnej nawet przy bardzo dużym kącie natarcia i dzięki większej wytrzymałości niż tradycyjne konstrukcje ich struktura jest znacznie lżejsza i mniejsza – nie „wchodzą” one w kadłub co daje więcej miejsca na zbiorniki z paliwem czy uzbrojenie samolotu.
Podstawowe wady to, w przypadku konstrukcji bezogonowych, utrata części siły nośnej, ponieważ część skrzydła (krawędź spływu) jest używana jako powierzchnie sterowe, znaczny spadek prędkości przy gwałtownych manewrach i duża powierzchnia nośna, co powoduje zwiększony opór powietrza szczególnie przy lotach na małych wysokościach. Na krawędzi natarcia w skrzydle delta powstaje wir, który prowadzi do zwiększenia kąta natarcia części przy końcu skrzydła w stosunku do części położonych bliżej kadłuba. Prowadzi to do wcześniejszego oderwania strug na końcówkach i w efekcie do spadku efektywności lotek. Aby zapobiegać temu zjawisku stosuje się różne rozwiązania konstrukcyjne: grzebień aerodynamiczny (MiG-21), uskok krawędzi natarcia (F-4 Phantom), szczelina w skrzydle (Mirage III).
Niemiecki inżynier Alexander Lippisch był pierwszą osobą, która zaprojektowała samolot ze skrzydłem delta. Po II wojnie światowej został on przesiedlony do USA w ramach Operacji Paperclip (pol. Spinacz), gdzie zaprojektował pierwszy amerykański samolot o układzie delta Convair XF-92.